# Dennis Trident 3
Dennis Trident 3 — двухэтажный автобус особо большой вместимости производства Dennis Specialist Vehicles, предназначенный для эксплуатации в странах с левосторонним движением. Вытеснен с конвейера моделью Alexander Dennis Enviro500.

## История
Производство Dennis Trident 3 стартовало в 1995 году. За основу был взят автобус Dennis Lance. Серийное производство стартовало в конце 1996 года. Автобусы, эксплуатирующиеся в Гонконге, имеют кузов Alexander ALX500 и систему кондиционирования. Другие базовые модели имеют кузов Duple Metsec DM5000. Производство завершилось в 2002 году.

## Особенности
За всю историю производства автобус Dennis Trident 3 комплектовался дизельными двигателями внутреннего сгорания американского производства Cummins M11 Евро-2 и Cummins ISMe/ISM Евро-3. Первоначально на автобусы ставили трансмиссии Voith DIWA 863.3/864.3 и ZF Ecomat 5HP590, которые потом были вытеснены трансмиссиями Voith DIWA 864.3 E и ZF Ecomat 2 5HP602C.

## Галерея

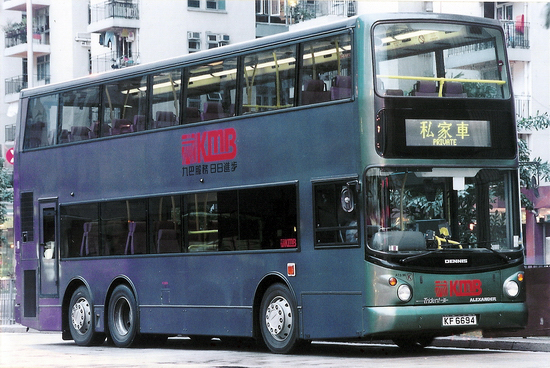
10,6-метровый автобус Dennis Trident 3 KMB с кузовом Alexander ALX500
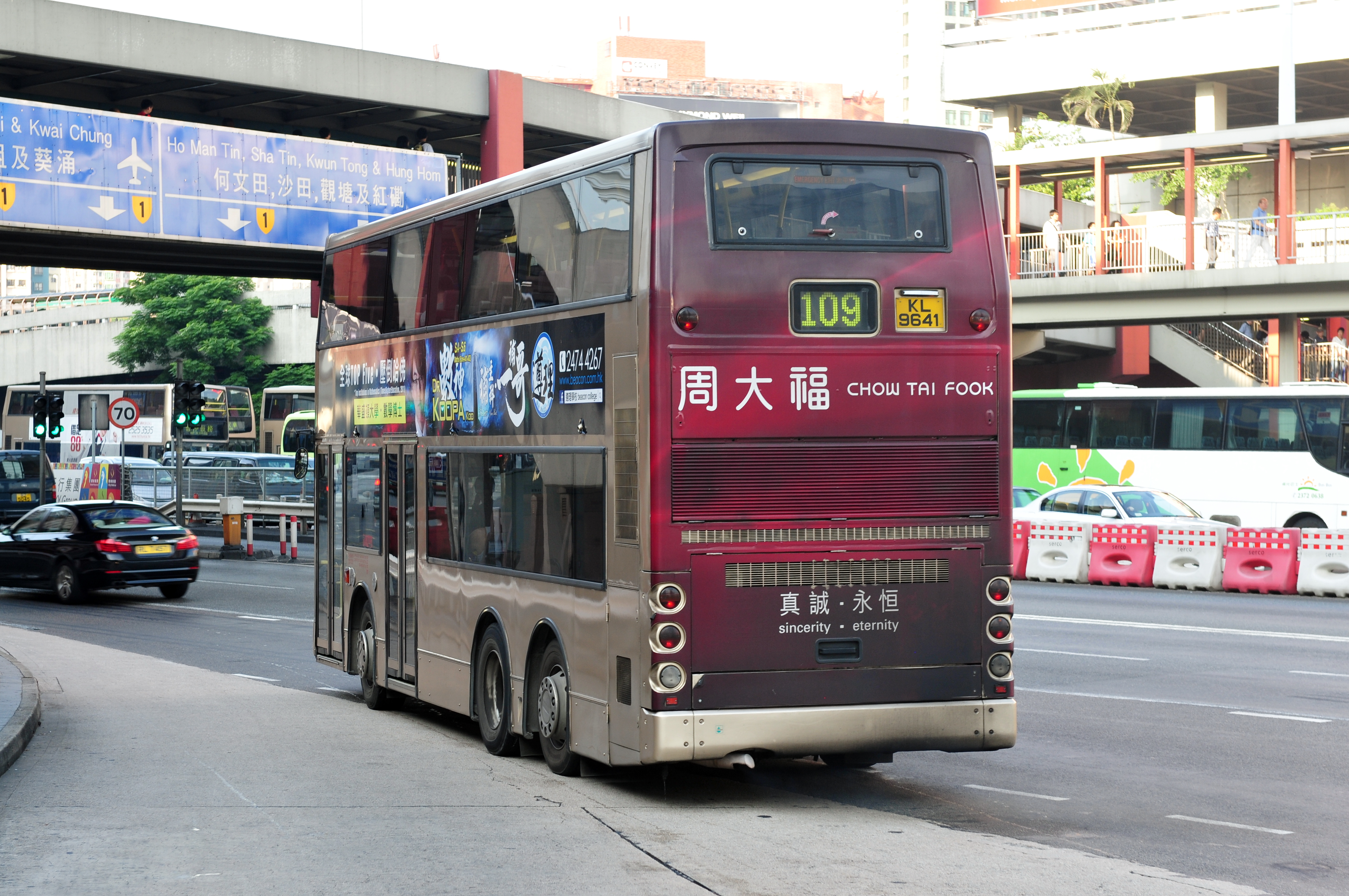
Trident 3 KMB (вид сзади)
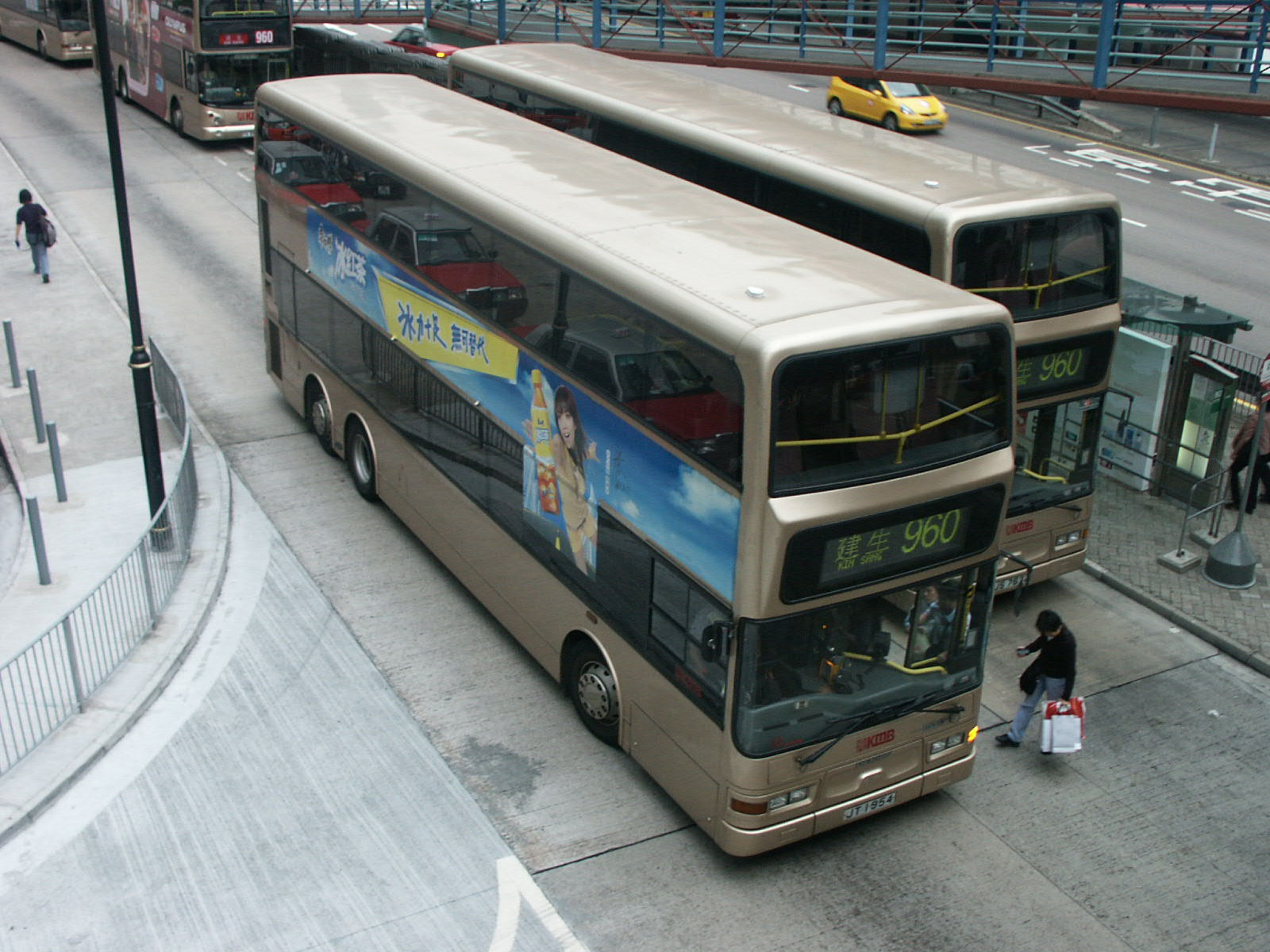
Trident 3 KMB с двойными прямоугольными фарами (вид сверху)
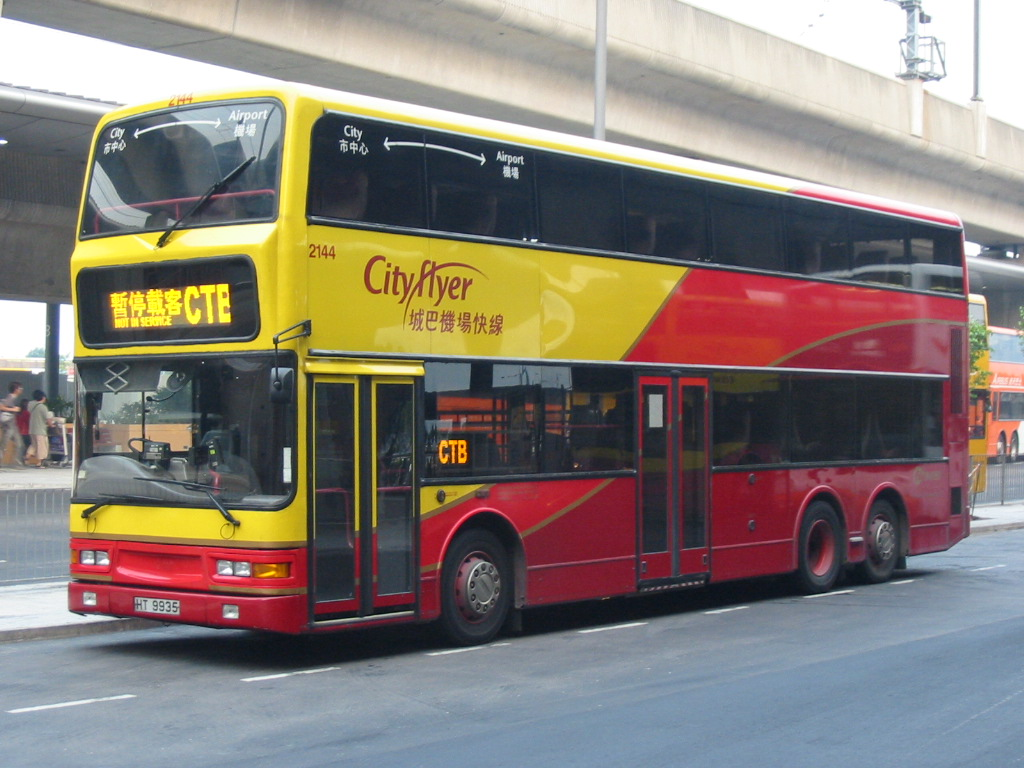
Маршрутный 12-метровый Dennis Trident 3 Cityflyer (вид слева)
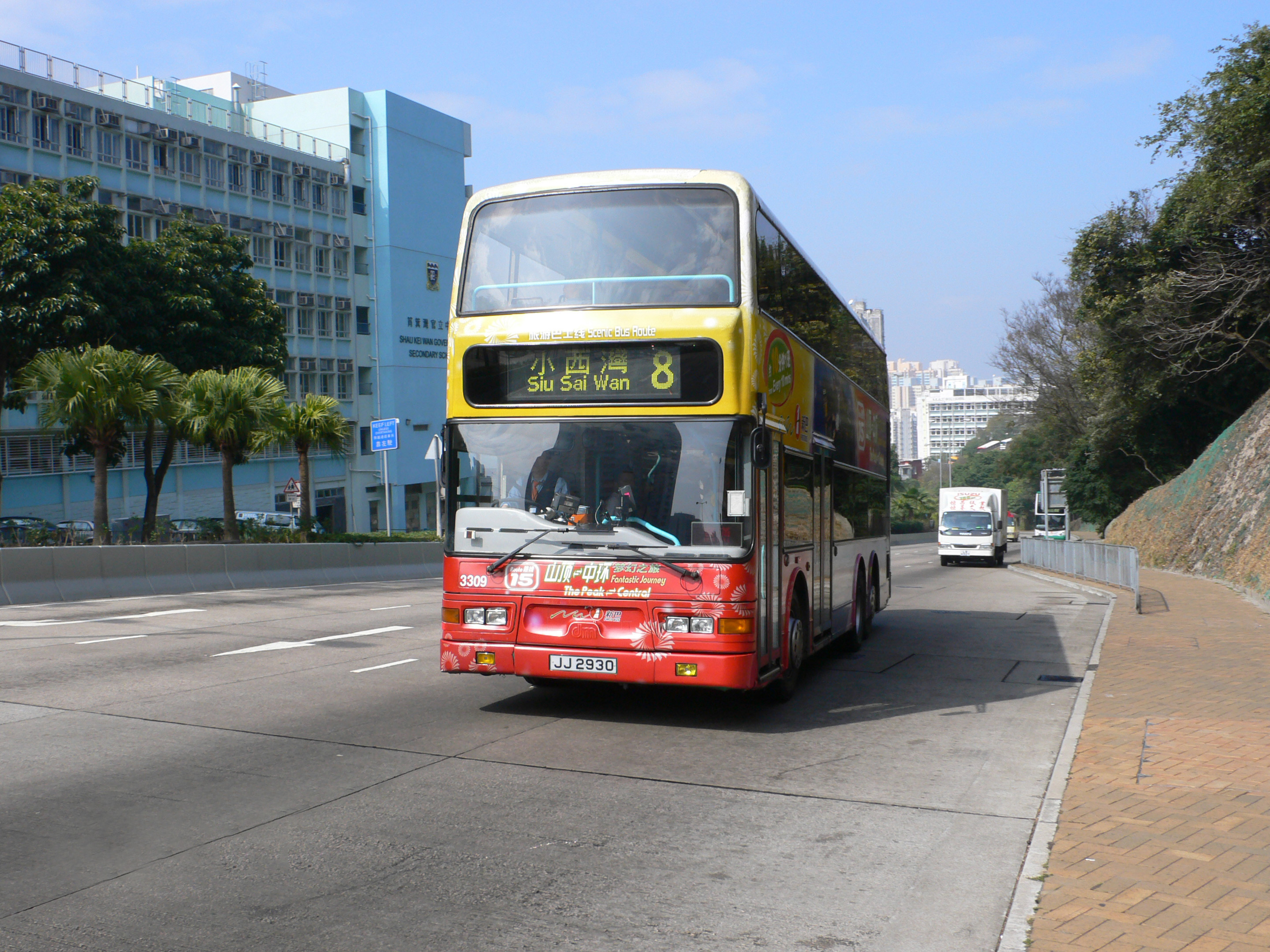
NWFB 3 с кузовом Metsec
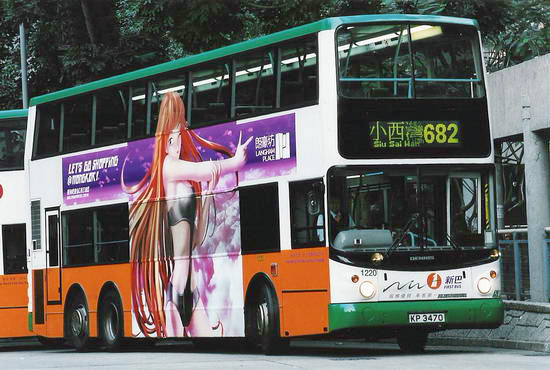
12-метровый автобус Trident 3 (вид справа)
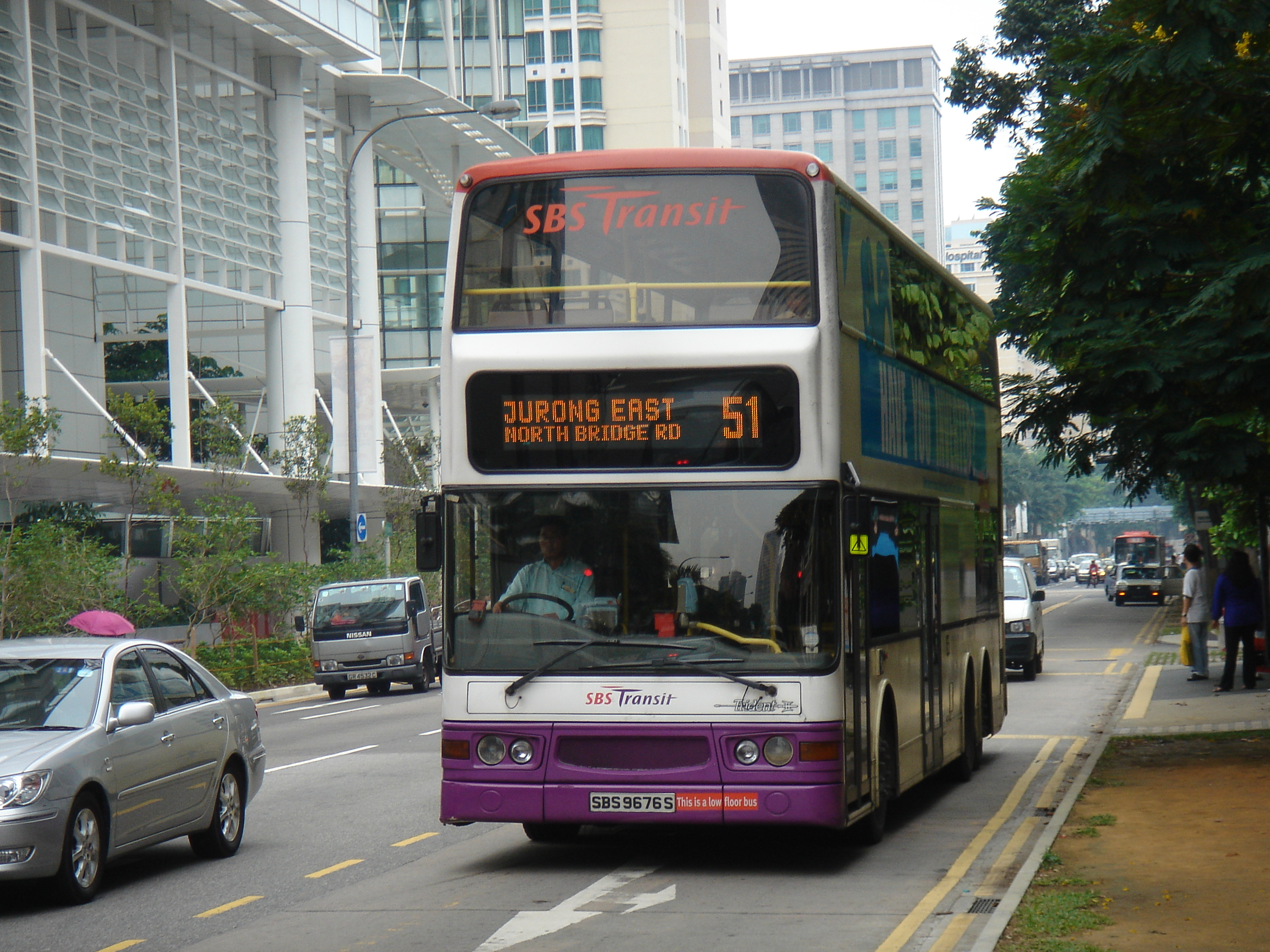
SBS Transit 12m Trident 3 в Сингапуре (вид спереди).